# U.S. National Championships 1881 - Doppio maschile
Il tabellone è in parte sconosciuto. Sembra che consistesse in quattro turni. Come nel singolare ogni partita è stata giocata al meglio dei tre set.
Clarence Clark e Frederick Winslow Taylor hanno battuto in finale Arthur Newbold e Alexander Van Rensselaer per 6–5, 6–4, 6–5.

## Tabellone

### Legenda
| - Q = Qualificato - WC = Wild card - LL = Lucky loser | - ALT = Alternate - SE = Special Exempt - PR = Protected Ranking | - w/o = Walkover - r = Ritirato - d = Squalificato |

### Finale
|  | Finale                                  |                                         |                                         |                                         |   |   |   |  |
|  |                                         |                                         |                                         |                                         |   |   |   |  |
|  | Clarence Clark Frederick Winslow Taylor | Clarence Clark Frederick Winslow Taylor | Clarence Clark Frederick Winslow Taylor | Clarence Clark Frederick Winslow Taylor | 6 | 6 | 6 |  |
|  | Arthur Newbold Alexander Van Rensselaer | Arthur Newbold Alexander Van Rensselaer | Arthur Newbold Alexander Van Rensselaer | Arthur Newbold Alexander Van Rensselaer | 5 | 4 | 5 |  |